# Sacha Bali
Sacha Bali de Alencar Szerman (Rio de Janeiro, 29 de maio de 1981) é um ator, diretor, produtor e roteirista brasileiro. Filho do cineasta John Howard Szerman e da sonoplasta Sylvia Maria Amorim de Alencar. Em 2024, Sacha ficou nacionalmente conhecido após sua participação no reality A Fazenda 16, no qual foi consagrado campeão.

## Carreira
Entre 2004, enquanto cursava a faculdade de cinema, trabalhou como cameraman na matriz da Rede Globo no Rio de Janeiro, filmando reportagens para o RJTV, Globo Repórter, Jornal Nacional e o Fantástico. Em 2005, após se formar, a emissora ofereceu um contrato para Sacha para continuar trabalhando atrás das câmeras, porém ele recusou, visando focar sua carreira como ator, estreando na peça Lado B, a qual também dirigiu, escreveu e produziu. No mesmo ano também estreou na televisão fazendo uma participação especial no seriado Filhos do Carnaval durante o último episódio da primeira temporada, onde apareceu como a versão jovem do personagem Gebarão. Em 2006 fez uma participação especial no seriado Avassaladoras, além de estrelar o espetáculo teatral Escravas do Amor. Ainda naquele ano assina com a Rede Record (atual RecordTV) e conquista seu primeiro personagem no elenco principal de uma novela, o mau-caráter Carlos em Bicho do Mato, um estudante universitário que se envolvia com exploração ilegal de diamantes. Em 2007 estrelou as peças teatrais Os Pássaros, no qual também foi autor, e Pão com Mortadela, em que também foi autor e produtor.
Ainda em 2007 interpretou o antagonista Metamorfo na novela de ficção científica Caminhos do Coração, um mutante com capacidade de transformar seu corpo à ponto de se tornar qualquer outra pessoa. Em 2008 ator continuou no mesmo papel na sequência, Os Mutantes, e, em 2009, na última parte da trilogia, intitulada Promessas de Amor, no qual teve uma rendição ao se tornar um mutante do bem. Em 2010 entra na segunda metade de Poder Paralelo como o ex-presidiário Artur, que está tentando reestruturar a vida após cinco anos de detenção. Logo após estrelou a peça As Próximas Horas Serão Definitivas junto com Guta Stresser. Em 2011 recebeu seu papel de maior destaque, o ator Jorge em Vidas em Jogo, um dos dez protagonistas da trama que ganham um prêmio milionário. Em 2012 seu contrato com a emissora paulistana não é renovado e o ator assina com a Rede Globo, integrando o elenco de Salve Jorge como Beto, ex-namorado da protagonista que tenta um retorno, além de participar do filme Paraísos Artificiais. Em 2013 realiza testes para interpretar Viktor em Joia Rara, irmão mais novo do protagonista, porém como Sacha era mais velho que Bruno Gagliasso, acabou não conseguindo o papel, que ficou com Rafael Cardoso. Porém o ator foi convidado para fazer uma participação especial na novela, interpretando Eurico, que morre nos primeiros capítulos.
Em 2014 interpreta o romântico Murilo em Em Família, um rapaz da periferia que vive um relacionamento com uma moça de família rica e passa por preconceitos por isso. Em 2015 escreve, produtor e estrela a peça teatral Cachorro-Quente. Logo após lança o curta-metragem Vazio. Em 2016 integra o elenco do filme Em Nome da Lei como o policial federal Hulk. Em 2016 assina com a Fox e protagoniza seu primeiro trabalho, o seriado 1 Contra Todos. Além disso interpreta o motoqueiro Dinho no seriado A Garota da Moto, que foi produzido pela Fox, mas exibido pelo SBT, embora o ator não tivesse vínculo com o canal. Em 2017 integrou o elenco de O Rico e Lázaro. Desde julho de 2018, interpreta o personagem Longinus, soldado romano que serve na corte de Pilatos em Jerusalém, na novela Jesus.
Em setembro de 2024, no dia 16, Sacha Bali, depois de ser muito cotado, foi revelado como um dos participantes do reality show A Fazenda, em sua décima sexta edição, na sua data de estreia. Conforme o andar do jogo, Sacha foi grandemente aclamado pelo público, se tornando um dos favoritos para vencer o programa e ganhar o prêmio de 2 milhões. Depois de 8 roças, Sacha foi coroado o vencedor da edição com 50,93% dos votos em uma final quádrupla contra Sidney Sampaio, Yuri Bonotto e Gui Vieira.

## Vida pessoal
Em 2002 ingressou no curso de comunicação social com ênfase em cinema pela Pontifícia Universidade Católica do Rio de Janeiro (PUC-Rio), onde se formou em 2005. Em 2003, durante as férias da faculdade, viajou ao Estados Unidos e realizou cursos de verão de roteiro e direção de cinema na Universidade da Carolina do Norte em Chapel Hill. Em 2004 fundou sua própria empresa de produção teatral, a Andarilho. Em 2006 entra para o curso de artes dramáticas no Centro Universitário da Cidade do Rio de Janeiro (UniverCidade), onde se forma em 2008. Em 2010 se forma na pós-graduação em roteiro de cinema na PUC-Rio.

## Filmografia

### Televisão
| Ano     | Título                           | Personagem                        | Notas                                                        |
| ------- | -------------------------------- | --------------------------------- | ------------------------------------------------------------ |
| 2005    | Filhos do Carnaval               | Gebarão (jovem)                   | Episódio: "Elefante, o Bicho Que Não Esquece"                |
| 2006    | Avassaladoras: A Série           | Tibério                           | Episódio: "O Sexo e a Idade"                                 |
| 2006-07 | Bicho do Mato                    | Carlos Gusmão                     |                                                              |
| 2007-08 | Caminhos do Coração              | Matheus Morpheus (Metamorfo)      |                                                              |
| 2008-09 | Os Mutantes: Caminhos do Coração | Matheus Morpheus (Metamorfo)      |                                                              |
| 2009    | Promessas de Amor                | Matheus Morpheus (Metamorfo)      |                                                              |
| 2009–10 | Poder Paralelo                   | Arthur Fernandes                  |                                                              |
| 2011-12 | Vidas em Jogo                    | Jorge Domingos da Costa           |                                                              |
| 2012    | Mandrake                         | Sebastião da Costa                | Episódios: "A Investigação" e "Robin Hood de Copacabana"     |
| 2012-13 | Salve Jorge                      | Roberto do Nascimento (Beto)      |                                                              |
| 2013    | Joia Rara                        | Eurico Passos                     | Episódio: "16 de setembro"                                   |
| 2014    | Em Família                       | Murilo Marques                    |                                                              |
| 2016    | A Garota da Moto                 | Bernado Silva (Dinho)             |                                                              |
| 2016-17 | 1 Contra Todos                   | Luís Paulo Guedes Filho (Playboy) |                                                              |
| 2017    | O Rico e Lázaro                  | Misael/Mesaque                    |                                                              |
| 2018-19 | Jesus                            | Longinus                          |                                                              |
| 2020    | Bom Dia, Verônica                | Gregório Duarte                   | Episódios: "Ciao, Principessa" e "A mulher que sabia demais" |
| 2021    | Gênesis                          | Atarum                            | Fase: "José do Egito"                                        |
| 2022    | Além da Ilusão                   | Pablo Menezes                     |                                                              |
| 2023    | Olhar Indiscreto                 | Rafael Marques Aguiar             |                                                              |
| 2024    | A Fazenda                        | Participante (Vencedor)           | Temporada 16                                                 |

### Cinema
| Ano  | Título                      | Personagem     | Notas |
| ---- | --------------------------- | -------------- | ----- |
| 2012 | Paraísos Artificiais        | Pierre         |       |
| 2015 | Vazio                       | Beto           |       |
| 2016 | Em Nome da Lei              | Hulk           |       |
| 2016 | 1 Contra Todos              | Playboy        |       |
| 2017 | Possessões                  | Hugo           |       |
| 2020 | Moscow                      | Chris          |       |
| 2020 | Um Minuto de Silêncio       | Saulo          |       |
| 2021 | O Faixa Preta               | Eduardo Telles |       |
| 2021 | O Jardim Secreto de Mariana | Murilo         |       |
| 2025 | Mato ou Morro               | Carlo          |       |
| 2025 | Vitória                     | Leonardo (Léo) |       |
| 2025 | Gambiarra: Uga Uga Show     | Rômulo         |       |

## Teatro
| Ano  | Título                              | Personagem       | Cargo | Cargo | Cargo    | Cargo   |
| Ano  | Título                              | Personagem       | Ator  | Autor | Produtor | Diretor |
| ---- | ----------------------------------- | ---------------- | ----- | ----- | -------- | ------- |
| 2005 | Labo B                              | Arnaldo          |       |       |          |         |
| 2006 | Escravas do Amor                    | João             |       |       |          |         |
| 2007 | Os Pássaros                         | Urubu            |       |       |          |         |
| 2007 | Pão com Mortadela                   | Henry Chinaski   |       |       |          |         |
| 2011 | As Próximas Horas Serão Definitivas | Gabriel          |       |       |          |         |
| 2015 | Cachorro-Quente                     | Luca Mastroianni |       |       |          |         |
| 2017 | Uísque com Água                     | Nenhum           |       |       |          |         |

## Prêmios e indicações
| Ano  | Premiação       | Categoria                           | Produção     | Resultado |
| ---- | --------------- | ----------------------------------- | ------------ | --------- |
| 2024 | Prêmio Área VIP | Melhor Participante de Reality Show | A Fazenda 16 | Pendente  |